# Смольянников, Анатолий Владимирович
Анатолий Владимирович Смольянников (3 января 1914 ―18 ноября 2000) ― советский и российский патологоанатом, доктор медицинских наук, профессор, Заслуженный деятель науки РСФСР (1974), академик Российской академии медицинских наук (1975).

## Биография
Анатолий Владимирович родился 3 января 1914 года в селе Репьевка Саратовской губернии в семье земского врача. В 1936 году окончил Ростовский медицинский институт и поступил в аспирантуру кафедры патологической анатомии, руководимой профессором Ш. И. Криницким.
В 1939 году защитил диссертацию «Патологическая анатомия и патогистология абсцессов головного мозга».
С 1939 по 1940 год Анатолий Владимирович участвовал в советско-финской войне.
В 1940 году А. В. Смольянников стал ассистентом кафедры патологической анатомии (зав. — проф. А. Н. Чистович) Куйбышевской военно-медицинской академии, c 1942 года работал инспектором в Центральной патологоанатомической лаборатории (ЦПАЛ) Советской Армии (в 1950—1962 гг. начальник лаборатории). Работа в ЦПАЛ в период Великой Отечественной войны была связана с многочисленными и длительными командировками А. В. Смольянникова на фронт. В период войны особое внимание уделялось изучению боевой травмы, её осложнений и причин смерти на поле боя.
В 1948 году Анатолий Владимирович защитил докторскую диссертацию на тему «Патологическая анатомия огнестрельных переломов длинных трубчатых костей в ранние фазы их течения» (работа удостоена 1-й премии на конкурсе редколлегии труда «Опыт советской медицины в Великой Отечественной войне 1941—1945 гг.»).
В 1953—1962 гг. руководил патологоанатомическим отделением Московского НИИ скорой помощи им. Н. В. Склифосовского.
С 1962 года А. В. Смольянников возглавлял кафедру патологической анатомии Центрального института усовершенствования врачей, с 1980 года консультант той же кафедры и руководитель патологоанатомического отделения Центральной клинической больницы М3 РСФСР.
Анатолий Владимирович Смольянников опубликовал более 300 научных работ, в том числе нескольких монографий и руководств. Автор и редактор ряда монографий и коллективных трудов.
Под руководством Смольянникова А. В. подготовлено и защищено около 50 докторских и кандидатских диссертаций.
Научные интересы: Вопросы нейрогистологии, анаэробной гангрены, сепсиса, костной патологии, раневой баллистики, огнестрельного остеомиелита, ишемической болезни сердца, онкоморфологии, организации патологоанатомической службы и др.
Отличительная черта: Глубокая разносторонняя эрудиция, любовь к прозекторскому делу, высокая общая культура в сочетании с большой доступностью, приветливым и доброжелательным отношением  людям, человек большого организаторского таланта и неиссякаемой энергии. 
Интересы, хобби: Изобразительное искусство.
Умер 18 ноября 2000 года в г.Москве на 87-м году жизни. Похоронен на Ваганьковском кладбище.

## Труды
- К эволюции огнестрельной раны кости, Арх. патол., т. 8, № 4, с. 3, 1946;
- Патологическая анатомия огнестрельных переломов длинных трубчатых костей в ранние фазы их течения, дисс., М., 1947;
- К вопросу о механизме развития анаэробной гангрены раны, Арх. патол., т. 12, № 5, с. 44, 1950;
- Опыт советской медицины в Великой Отечественной войне 1941—1945 гг., т. 15, с. 169, т. 34, с. 17, М., 1952, т. 35, с. 15, М., 1955 (авт. ряда гл.);
- Многотомное руководство по патологической анатомии, под ред. А. И. Струкова, т. 6, с. 13, 69, М., 1962, т. 9, с. 485, М., 1964 (авт. ряда гл.);
- Вопросы патологической анатомии и патогенеза коронарной недостаточности и коронарного атеросклероза, М., 1963 (совм. с Наддачиной Т. А.);
- Коронарная недостаточность в судебно-медицинской практике, М., 1966 (совм. с др.);
- Морфологическая диагностика опухолей мягких тканей, М., 1969;
- Руководство по патологоанатомической диагностике опухолей человека, 1-е изд., М., 1971, 3-е изд., М., 1982 (авт. ряда гл. и ред. совм. с др.);
- Принципы составления патологоанатомического диагноза, М., 1977 (совм. с др.).

## Награды и звания
- Два ордена Красной Звезды
- Орден Отечественной Войны 2 степени
- Медали
- Заслуженный деятель науки РСФСР (1974)
- Доктор медицинских наук
- Профессор
- Академик Российской академии медицинских наук (1975)
- Премия им. А. И. Абрикосова (1979)
- Полковник медицинской службы в отставке
- Заместитель академика-секретаря Отделения медико-биологических наук АМН
- Председатель правления Московского и заместитель председателя правления Всесоюзного научных обществ патологоанатомов
- Заместитель главного редактора журнала «Архив патологии»
- Редактор редотдела «Патологическая анатомия» БМЭ
- Член совета по медико-биологическим наукам
- Член пленума по апелляциям ВАК.